# Place des Invalides (Paris)
Pour l’article homonyme, voir Place des Invalides (Varsovie).
La place des Invalides est une voie du 7e arrondissement de Paris, en France.

## Situation et accès
La place des Invalides est une voie située dans le 7e arrondissement de Paris. Elle débute rue de Grenelle et se termine avenue du Maréchal-Gallieni.

## Origine du nom
Cette place doit son nom à l'hôtel des Invalides auquel elle mène.

## Historique
Dans l'axe de cette place, devant l'hôtel des Invalides, se trouve un terre-plein dénommé, par un arrêté municipal du 27 août 1998, « rond-point du Bleuet-de-France ».

## Bâtiments remarquables et lieux de mémoire
- Hôtel des Invalides.